# Colombina

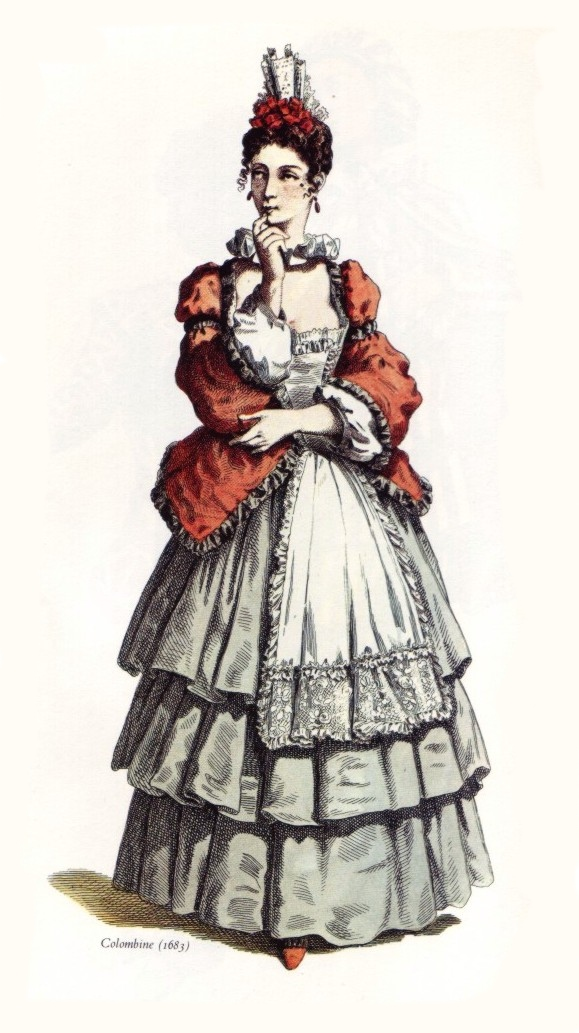
Colombina (Zeichnung von Maurice Sand)

Colombina (ital. Vorname, Verkleinerung von colomba für „Taube“) ist eine Figur aus der Commedia dell’arte und wird den Zanni zugerechnet. Sie ist eine Person der unteren sozialen Schicht. Meistens spielt sie die Rolle der Magd oder Köchin. Ihr fehlt jedes gekünstelte Element der Oberschicht und sie ist eine lebenslustige und selbstsichere Figur, die kein Blatt vor den Mund nimmt. Durch ihre dominante und verführerische Art zieht sie oft Verehrer (zum Beispiel Brighella) an, gegen die sie sich zu wehren weiß. Oft ist sie die Geliebte des Arlecchino, den sie am Ende eines Stücks mitunter heiratet. Die Figur der Colombina trägt keine Maske und meistens schlichte Frauenkleider.
Als erste Trägerin dieser Figur gilt die italienische Schauspielerin Theresa Biancolelli aus einer Dynastie von bekannten Commedia-dell’arte-Schauspielern. Seit 1560 hielt sich diese Rolle über weitere Generationen, bis sie ab dem 18. Jahrhundert durch das vermehrte Auftreten der Theatergruppen vor höfischem oder bürgerlichem Publikum immer mehr verblasste.
Die „Muntere“ oder „Kokette“ als Fach im Schauspiel des 18./19. Jahrhunderts ist aus ihr hervorgegangen. Im Musiktheater entspricht ihr zumeist die Soubrette.
Die Liebesgeschichte von Colombina und Arlecchino steht im Mittelpunkt des Ballettes Harlequinade (oder Les Millions d’Arlequin) von Marius Petipa und Riccardo Drigo, das im Jahr 1900 in Sankt Petersburg uraufgeführt wurde.